# Лауреати Державної премії України в галузі науки і техніки (2002)
Державна премія України в галузі науки і техніки — лауреати 2002 року.
На підставі подання Комітету з Державних премій України в галузі науки і техніки Президент України Леонід Кучма видав Указ № 1171/2002 від 16 грудня 2002 року «Про присудження Державних премій України в галузі науки і техніки 2002 року».
На 2002 рік розмір Державної премії України в галузі науки і техніки склав 75 000 гривень кожна.

## Лауреати Державної премії України в галузі науки і техніки 2002 року
| Премійована робота | Лауреати                             | Коротко про лауреата |
| --- | ------------------------------------ | --- |
| За цикл праць «Давня історія України» та «Етнічна історія давньої України». | Толочко Петро Петрович               | академік Національної академії наук України, директор Інституту археології НАН України                                                                                     |
| За цикл праць «Давня історія України» та «Етнічна історія давньої України». | Крижицький Сергій Дмитрович          | член-кореспондент Національної академії наук України, заступник директора Інституту археології НАН України                                                                 |
| За цикл праць «Давня історія України» та «Етнічна історія давньої України». | Козак Деонізій Никодимович           | доктор історичних наук, заступник директора Інституту археології НАН України                                                                                               |
| За цикл праць «Давня історія України» та «Етнічна історія давньої України». | Мока Олександр Петрович              | доктор історичних наук, завідувач відділу Інституту археології НАН України                                                                                                 |
| За цикл праць «Давня історія України» та «Етнічна історія давньої України». | Мурзін В'ячеслав Юрійович            | доктор історичних наук, завідувач відділу Інституту археології НАН України                                                                                                 |
| За цикл праць «Давня історія України» та «Етнічна історія давньої України». | Івакін Гліб Юрійович                 | доктор історичних наук, провідний науковий співробітник Інституту археології НАН України                                                                                   |
| За цикл праць «Давня історія України» та «Етнічна історія давньої України». | Русяєва Анна Станіславівна           | доктор історичних наук, провідний науковий співробітник Інституту археології НАН України                                                                                   |
| За цикл праць «Давня історія України» та «Етнічна історія давньої України». | Отрощенко Віталій Васильович         | кандидат історичних наук, завідувач відділу Інституту археології НАН України                                                                                               |
| За цикл праць «Давня історія України» та «Етнічна історія давньої України». | Круц Володимир Опанасович            | кандидат історичних наук, старший науковий співробітник Інституту археології НАН України                                                                                   |
| За цикл праць «Давня історія України» та «Етнічна історія давньої України». | Станко Володимир Никифорович         | доктор історичних наук, декан Одеського національного університету імені І. І. Мечнікова                                                                                   |
| За роботу «Важкі метали як небезпечні для людини забруднювачі довкілля України: медико-екологічні дослідження, обґрунтування та досвід впровадження профілактичних заходів».                                                               | Гончарук Євген Гнатович              | академік Національної академії наук України, ректор Національного медичного університету імені О. О. Богомольця                                                            |
| За роботу «Важкі метали як небезпечні для людини забруднювачі довкілля України: медико-екологічні дослідження, обґрунтування та досвід впровадження профілактичних заходів».                                                               | Кундієв Юрій Ілліч                   | академік Національної академії наук України, директор Інституту медицини праці Академії медичних наук України                                                              |
| За роботу «Важкі метали як небезпечні для людини забруднювачі довкілля України: медико-екологічні дослідження, обґрунтування та досвід впровадження профілактичних заходів».                                                               | Зербіно Дмитро Деонисович            | член-кореспондент Національної академії наук України, професор Львівського державного медичного університету імені Данила Галицького                                       |
| За роботу «Важкі метали як небезпечні для людини забруднювачі довкілля України: медико-екологічні дослідження, обґрунтування та досвід впровадження профілактичних заходів».                                                               | Трахтенберг Ісак Михайлович          | член-кореспондент Національної академії наук України, завідувач лабораторії Інституту медицини праці Академії медичних наук України                                        |
| За роботу «Важкі метали як небезпечні для людини забруднювачі довкілля України: медико-екологічні дослідження, обґрунтування та досвід впровадження профілактичних заходів».                                                               | Горбань Лев Миколайович              | кандидат медичних наук, заступник директора Інституту медицини праці Академії медичних наук України                                                                        |
| За роботу «Важкі метали як небезпечні для людини забруднювачі довкілля України: медико-екологічні дослідження, обґрунтування та досвід впровадження профілактичних заходів».                                                               | Коршун Михайло Миколайович           | кандидат медичних наук, старший науковий співробітник Інституту медицини праці Академії медичних наук України                                                              |
| За роботу «Важкі метали як небезпечні для людини забруднювачі довкілля України: медико-екологічні дослідження, обґрунтування та досвід впровадження профілактичних заходів».                                                               | Деркачов Едуард Анатолійович         | доктор медичних наук, завідувач кафедри Дніпропетровської державної медичної академії                                                                                      |
| За роботу «Важкі метали як небезпечні для людини забруднювачі довкілля України: медико-екологічні дослідження, обґрунтування та досвід впровадження профілактичних заходів».                                                               | Іваницька Надія Федорівна            | доктор медичних наук, професор Донецького державного медичного університету імені М. Горького                                                                              |
| За роботу «Важкі метали як небезпечні для людини забруднювачі довкілля України: медико-екологічні дослідження, обґрунтування та досвід впровадження профілактичних заходів».                                                               | Талакін Юрій Миколайович             | доктор медичних наук, професор Донецького державного медичного університету імені М. Горького                                                                              |
| За роботу «Важкі метали як небезпечні для людини забруднювачі довкілля України: медико-екологічні дослідження, обґрунтування та досвід впровадження профілактичних заходів».                                                               | Тичинін Володимир Арсенійович        | доктор медичних наук (посмертно) |
| За розробку та впровадження нових методів діагностики і раннього хірургічного лікування глибоких опіків та їх наслідків | Бігуняк Володимир Васильович         | доктор медичних наук, проректор Тернопільської державної медичної академії імені І. Я. Горбачевського                                                                      |
| За розробку та впровадження нових методів діагностики і раннього хірургічного лікування глибоких опіків та їх наслідків | Григор'єва Тамара Григорівна         | доктор медичних наук, професор Харківської медичної академії післядипломної освіти                                                                                         |
| За розробку та впровадження нових методів діагностики і раннього хірургічного лікування глибоких опіків та їх наслідків | Коваленко Ольга Миколаївна           | кандидат медичних наук, доцент Національного медичного університету імені О. О. Богомольця\|                                                                               |
| За розробку та впровадження нових методів діагностики і раннього хірургічного лікування глибоких опіків та їх наслідків | Козинець Георгій Павлович            | доктор медичних наук, професор Київської медичної академії післядипломної освіти імені П. Л. Шупика                                                                        |
| За розробку та впровадження нових методів діагностики і раннього хірургічного лікування глибоких опіків та їх наслідків | Повстяний Микола Юхимович            | доктор медичних наук, керівник відділення Інституту гематології та трансфузіології Академії медичних наук України                                                          |
| За розробку та впровадження нових методів діагностики і раннього хірургічного лікування глибоких опіків та їх наслідків | Таран В'ячеслав Михайлович           | кандидат медичних наук, завідувач відділення Хмельницької обласної клінічної лікарні                                                                                       |
| За розробку та впровадження нових методів діагностики і раннього хірургічного лікування глибоких опіків та їх наслідків | Фісталь Еміль Якович                 | доктор медичних наук, завідувач відділу Інституту невідкладної і відновної хірургії Академії медичних наук України                                                         |
| За розробку та впровадження нових методів діагностики і раннього хірургічного лікування глибоких опіків та їх наслідків | Гусак Володимир Корнійович           | член-кореспондент Академії медичних наук України, доктор медичних наук (посмертно)                                                                                         |
| За створення конкурентоспроможних полімермінеральних сумішей, організацій їх промислового виробництва та масового застосування в будівництві.                                                                                              | Безух Анатолій Вікторович            | голова Української державної корпорації промисловості будівельних матеріалів                                                                                               |
| За створення конкурентоспроможних полімермінеральних сумішей, організацій їх промислового виробництва та масового застосування в будівництві.                                                                                              | Спектор Юрій Петрович                | президент Української асоціації виробників сухих будівельних сумішей |
| За створення конкурентоспроможних полімермінеральних сумішей, організацій їх промислового виробництва та масового застосування в будівництві.                                                                                              | Карапузов Євгеній Климентійович      | кандидат технічних наук, директор Проблемного інституту ресурсо- та енергозберігаючих технологій «Академресурсоенергопроект»                                               |
| За створення конкурентоспроможних полімермінеральних сумішей, організацій їх промислового виробництва та масового застосування в будівництві.                                                                                              | Айзман Петро Борисович               | заступник директора Проблемного інституту ресурсо- та енергозберігаючих технологій «Академресурсоенергопроект»                                                             |
| За створення конкурентоспроможних полімермінеральних сумішей, організацій їх промислового виробництва та масового застосування в будівництві.                                                                                              | Толмачов Микола Григорович           | кандидат технічних наук, генеральний директор товариства з обмеженою відповідальністю "Фірма «Т М М», м. Харків                                                            |
| За створення конкурентоспроможних полімермінеральних сумішей, організацій їх промислового виробництва та масового застосування в будівництві.                                                                                              | Соха Володимир Георгійович           | генеральний директор товариства з обмеженою відповідальністю з іноземними інвестиціями «Хенкель Баутехнік (Україна)»                                                       |
| За створення конкурентоспроможних полімермінеральних сумішей, організацій їх промислового виробництва та масового застосування в будівництві.                                                                                              | Єршов Сергій Анатолійович            | генеральний директор товариства з обмеженою відповідальністю «Фомальгаут»                                                                                                  |
| За створення конкурентоспроможних полімермінеральних сумішей, організацій їх промислового виробництва та масового застосування в будівництві.                                                                                              | Галаган Юрій Олександрович           | директор товариства з обмеженою відповідальністю «Полірем» |
| За створення конкурентоспроможних полімермінеральних сумішей, організацій їх промислового виробництва та масового застосування в будівництві.                                                                                              | Потій Михайло Олександрович          | директор товариства з обмеженою відповідальністю "Науково-виробниче підприємство «Геліос», м. Львів                                                                        |
| За розробку і реалізацію енерго- і ресурсозберігаючих технологічних циклів виробництва конкурентоспроможних металовиробів на основі комплексу печей-ковшів і машин безперервного лиття заготовок.                                          | Пілюшенко Віталій Лаврентійович      | член-кореспондент Національної академії наук України, проректор Донецької державної академії управління                                                                    |
| За розробку і реалізацію енерго- і ресурсозберігаючих технологічних циклів виробництва конкурентоспроможних металовиробів на основі комплексу печей-ковшів і машин безперервного лиття заготовок.                                          | Мінаєв Олександр Анатолійович        | доктор технічних наук, ректор Донецького державного технічного університету                                                                                                |
| За розробку і реалізацію енерго- і ресурсозберігаючих технологічних циклів виробництва конкурентоспроможних металовиробів на основі комплексу печей-ковшів і машин безперервного лиття заготовок.                                          | Смірнов Олексій Миколайович          | доктор технічних наук, професор Донецького державного технічного університету                                                                                              |
| За розробку і реалізацію енерго- і ресурсозберігаючих технологічних циклів виробництва конкурентоспроможних металовиробів на основі комплексу печей-ковшів і машин безперервного лиття заготовок.                                          | Білобров Юрій Миколайович            | кандидат технічних наук, головний конструктор закритого акціонерного товариства «Новокраматорський машинобудівний завод»                                                   |
| За розробку і реалізацію енерго- і ресурсозберігаючих технологічних циклів виробництва конкурентоспроможних металовиробів на основі комплексу печей-ковшів і машин безперервного лиття заготовок.                                          | Глазков Анатолій Якович              | кандидат технічних наук, колишній завідувач відділу Українського державного науково-дослідного інституту металів                                                           |
| За розробку і реалізацію енерго- і ресурсозберігаючих технологічних циклів виробництва конкурентоспроможних металовиробів на основі комплексу печей-ковшів і машин безперервного лиття заготовок.                                          | Риженков Олександр Миколайович       | голова правління відкритого акціонерного товариства «Донецький металургійний завод»                                                                                        |
| За розробку і реалізацію енерго- і ресурсозберігаючих технологічних циклів виробництва конкурентоспроможних металовиробів на основі комплексу печей-ковшів і машин безперервного лиття заготовок.                                          | Момот Сергій Васильович              | президент Донецького акціонерного науково-комерційного товариства «DANKO»                                                                                                  |
| За розробку і реалізацію енерго- і ресурсозберігаючих технологічних циклів виробництва конкурентоспроможних металовиробів на основі комплексу печей-ковшів і машин безперервного лиття заготовок.                                          | Крівченко Юрій Сергійович            | директор Українського державного інституту по проектуванню металургійних заводів «Укрдіпромез»                                                                             |
| За розробку і реалізацію енерго- і ресурсозберігаючих технологічних циклів виробництва конкурентоспроможних металовиробів на основі комплексу печей-ковшів і машин безперервного лиття заготовок.                                          | Несвіт Володимир Васильович          | головний інженер відкритого акціонерного товариства «Дніпровський металургійний комбінат імені Ф. Е. Дзержинського»                                                        |
| За розробку і реалізацію енерго- і ресурсозберігаючих технологічних циклів виробництва конкурентоспроможних металовиробів на основі комплексу печей-ковшів і машин безперервного лиття заготовок.                                          | Єфімов Віктор Олексійович            | академік Національної академії наук України (посмертно) |
| За розробку наукових основ та принципів побудови експлуатаційно надійних конструкцій магістральних електромереж, освоєння їх виробництва та впровадження.                                                                                  | Семенов Віктор Володимирович         | голова правління відкритого акціонерного товариства «Донецький завод високовольтних опор»                                                                                  |
| За розробку наукових основ та принципів побудови експлуатаційно надійних конструкцій магістральних електромереж, освоєння їх виробництва та впровадження.                                                                                  | Горохов Євген Васильович             | доктор технічних наук, ректор Донбаської державної академії будівництва і архітектури                                                                                      |
| За розробку наукових основ та принципів побудови експлуатаційно надійних конструкцій магістральних електромереж, освоєння їх виробництва та впровадження.                                                                                  | Шевченко Євген Володимирович         | доктор технічних наук, професор Донбаської державної академії будівництва і архітектури                                                                                    |
| За розробку наукових основ та принципів побудови експлуатаційно надійних конструкцій магістральних електромереж, освоєння їх виробництва та впровадження.                                                                                  | Василев Володимир Миколайович        | кандидат технічних наук, доцент Донбаської державної академії будівництва і архітектури                                                                                    |
| За розробку наукових основ та принципів побудови експлуатаційно надійних конструкцій магістральних електромереж, освоєння їх виробництва та впровадження.                                                                                  | Пермяков Володимир Олександрович     | доктор технічних наук, завідувач кафедри Київського національного університету будівництва і архітектури                                                                   |
| За розробку наукових основ та принципів побудови експлуатаційно надійних конструкцій магістральних електромереж, освоєння їх виробництва та впровадження.                                                                                  | Гарф Едуард Феофілович               | доктор технічних наук, завідувач відділу Інституту електрозварювання імені Є. О. Патона НАН України                                                                        |
| За розробку наукових основ та принципів побудови експлуатаційно надійних конструкцій магістральних електромереж, освоєння їх виробництва та впровадження.                                                                                  | Кудря Степан Олександрович           | доктор технічних наук, директор Державного підприємства «Міжгалузевий науково-технічний центр вітроенергетики» Інституту електродинаміки НАН України                       |
| За розробку наукових основ та принципів побудови експлуатаційно надійних конструкцій магістральних електромереж, освоєння їх виробництва та впровадження.                                                                                  | Чевичелов Валерій Олексійович        | кандидат технічних наук, директор Державного проектно-вишукувального та науково-дослідного інституту «Укренергомережпроект»                                                |
| За розробку наукових основ та принципів побудови експлуатаційно надійних конструкцій магістральних електромереж, освоєння їх виробництва та впровадження.                                                                                  | Ситник Микола Петрович               | генеральний директор акціонерного товариства "Спільне українсько-російське підприємство «Монтажспецтехніка»                                                                |
| За розробку наукових основ та принципів побудови експлуатаційно надійних конструкцій магістральних електромереж, освоєння їх виробництва та впровадження.                                                                                  | Лучніков Володимир Андрійович        | директор Державного підприємства "Національна енергетична компанія «Укренерго»                                                                                             |
| За роботу «Науково-методологічні засади системи національної безпеки України». | Геєць Валерій Михайлович             | академік Національної академії наук України, директор Інституту економічного прогнозування НАН України                                                                     |
| За роботу «Науково-методологічні засади системи національної безпеки України». | Горбулін Володимир Павлович          | академік Національної академії наук України, голова Державної комісії з питань оборонно-промислового комплексу України                                                     |
| За роботу «Науково-методологічні засади системи національної безпеки України». | Пирожков Сергій Іванович             | академік Національної академії наук України, директор Національного інституту проблем міжнародної безпеки                                                                  |
| За роботу «Науково-методологічні засади системи національної безпеки України». | Пахомов Юрій Миколайович             | академік Національної академії наук України, директор Інституту світової економіки і міжнародних відносин НАН України                                                      |
| За роботу «Науково-методологічні засади системи національної безпеки України». | Бакаєв Леонід Олександрович          | доктор економічних наук, заступник директора Інституту світової економіки і міжнародних відносин НАН України                                                               |
| За роботу «Науково-методологічні засади системи національної безпеки України». | Губський Богдан Володимирович        | доктор економічних наук, заступник Голови Комітету Верховної Ради України                                                                                                  |
| За роботу «Науково-методологічні засади системи національної безпеки України». | Власюк Олександр Степанович          | доктор економічних наук, перший заступник директора Національного інституту стратегічних досліджень                                                                        |
| За роботу «Науково-методологічні засади системи національної безпеки України». | Шкідченко Володимир Петрович         | кандидат військових наук, Міністр оборони України |
| За роботу «Науково-методологічні засади системи національної безпеки України». | Мунтіян Валерій Іванович             | доктор економічних наук, помічник Міністра оборони України |
| За роботу «Науково-методологічні засади системи національної безпеки України». | Бєлов Олександр Федорович            | радник Голови Служби безпеки України |
| За цикл наукових праць «Ефекти колективізації станів та кореляції при дифракції і дифузному розсіянні, каналюванні та випромінюванні високоенергетичних квазічастинок у кристалах з дефектами».                                            | Шпак Анатолій Петрович               | академік Національної академії наук України, директор Інституту металофізики імені Г. В. Курдюмова НАН України                                                             |
| За цикл наукових праць «Ефекти колективізації станів та кореляції при дифракції і дифузному розсіянні, каналюванні та випромінюванні високоенергетичних квазічастинок у кристалах з дефектами».                                            | Молодкін Вадим Борисович             | член-кореспондент Національної академії наук України, заступник директора Інституту металофізики імені Г. В. Курдюмова НАН України                                         |
| За цикл наукових праць «Ефекти колективізації станів та кореляції при дифракції і дифузному розсіянні, каналюванні та випромінюванні високоенергетичних квазічастинок у кристалах з дефектами».                                            | Оліховський Степан Йосипович         | кандидат фізико-математичних наук, старший науковий співробітник Інституту металофізики імені Г. В. Курдюмова НАН України                                                  |
| За цикл наукових праць «Ефекти колективізації станів та кореляції при дифракції і дифузному розсіянні, каналюванні та випромінюванні високоенергетичних квазічастинок у кристалах з дефектами».                                            | Лапшин Володимир Ілліч               | доктор фізико-математичних наук, генеральний директор Національного наукового центру «Харківський фізико-технічний інститут»                                               |
| За цикл наукових праць «Ефекти колективізації станів та кореляції при дифракції і дифузному розсіянні, каналюванні та випромінюванні високоенергетичних квазічастинок у кристалах з дефектами».                                            | Карнаухов Іван Михайлович            | доктор фізико-математичних наук, заступник генерального директора Національного наукового центру «Харківський фізико-технічний інститут»                                   |
| За цикл наукових праць «Ефекти колективізації станів та кореляції при дифракції і дифузному розсіянні, каналюванні та випромінюванні високоенергетичних квазічастинок у кристалах з дефектами».                                            | Шульга Микола Федорович              | доктор фізико-математичних наук, директор Інституту теоретичної фізики Національного наукового центру «Харківський фізико-технічний інститут»                              |
| За цикл наукових праць «Ефекти колективізації станів та кореляції при дифракції і дифузному розсіянні, каналюванні та випромінюванні високоенергетичних квазічастинок у кристалах з дефектами».                                            | Куліш Микола Полікарпович            | доктор фізико-математичних наук, завідувач кафедри Київського національного університету імені Тараса Шевченка                                                             |
| За цикл наукових праць «Ефекти колективізації станів та кореляції при дифракції і дифузному розсіянні, каналюванні та випромінюванні високоенергетичних квазічастинок у кристалах з дефектами».                                            | Репецький Станіслав Петрович         | доктор фізико-математичних наук, професор Київського національного університету імені Тараса Шевченка                                                                      |
| За цикл наукових праць «Ефекти колективізації станів та кореляції при дифракції і дифузному розсіянні, каналюванні та випромінюванні високоенергетичних квазічастинок у кристалах з дефектами».                                            | Ахієзер Олександр Ілліч              | академік Національної академії наук України (посмертно) |
| За цикл наукових праць «Ефекти колективізації станів та кореляції при дифракції і дифузному розсіянні, каналюванні та випромінюванні високоенергетичних квазічастинок у кристалах з дефектами».                                            | Немошкаленко Володимир Володимирович | академік Національної академії наук України (посмертно) |
| За розробку на базі фундаментальних досліджень нових біотехнологій для одержання клітинних і тканинних алотрансплантатів. | Грищенко Валентин Іванович           | академік Національної академії наук України, директор Інституту проблем кріобіології і кріомедицини НАН України                                                            |
| За розробку на базі фундаментальних досліджень нових біотехнологій для одержання клітинних і тканинних алотрансплантатів. | Юрченко Тетяня Миколаївна            | доктор медичних наук, завідувач відділу Інституту проблем кріобіології і кріомедицини НАН України                                                                          |
| За розробку на базі фундаментальних досліджень нових біотехнологій для одержання клітинних і тканинних алотрансплантатів. | Петренко Олександр Юрійович          | доктор біологічних наук, завідувач відділу Інституту проблем кріобіології і кріомедицини НАН України                                                                       |
| За розробку на базі фундаментальних досліджень нових біотехнологій для одержання клітинних і тканинних алотрансплантатів. | Прокопюк Ольга Степанівна            | кандидат медичних наук, старший науковий співробітник Інституту проблем кріобіології і кріомедицини НАН України                                                            |
| За розробку на базі фундаментальних досліджень нових біотехнологій для одержання клітинних і тканинних алотрансплантатів. | Дьомін Юрій Альбертович              | кандидат медичних наук, старший науковий співробітник Інституту проблем кріобіології і кріомедицини НАН України                                                            |
| За розробку на базі фундаментальних досліджень нових біотехнологій для одержання клітинних і тканинних алотрансплантатів. | Цимбалюк Віталій Іванович            | доктор медичних наук, заступник директора Інституту нейрохірургії імені академіка А. П. Ромоданова                                                                         |
| За розробку на базі фундаментальних досліджень нових біотехнологій для одержання клітинних і тканинних алотрансплантатів. | Бугаєв Володимир Миколайович         | доктор медичних наук, колишній директор Координаційного центру трансплантації органів, тканин і клітин, м. Київ                                                            |
| За розробку на базі фундаментальних досліджень нових біотехнологій для одержання клітинних і тканинних алотрансплантатів. | Шепітько Володимир Іванович          | кандидат медичних наук, директор Полтавського регіонального центру клітинної і тканинної трансплантації                                                                    |
| За розробку на базі фундаментальних досліджень нових біотехнологій для одержання клітинних і тканинних алотрансплантатів. | Бобирьова Людмила Єгорівна           | доктор медичних наук, завідувач лабораторії Полтавського регіонального центру клітинної і тканинної трансплантації                                                         |
| За розробку на базі фундаментальних досліджень нових біотехнологій для одержання клітинних і тканинних алотрансплантатів. | Вотякова Ірина Андріївна             | кандидат біологічних наук, завідувач лабораторії товариства з обмеженою відповідальністю "Медичний центр тканинної та клітинної терапії «Ембріотек», м. Київ               |
| За роботу «Наукові основи та технічні засоби електрохімічних методів системи контролю екологічної безпеки і корозійної активності техногенних середовищ».                                                                                  | Похмурський Василь Іванович          | член-кореспондент Національної академії наук України, заступник директора Фізико-механічного інституту імені Г. В. Карпенка НАН України                                    |
| За роботу «Наукові основи та технічні засоби електрохімічних методів системи контролю екологічної безпеки і корозійної активності техногенних середовищ».                                                                                  | Поляков Сергій Георгійович           | доктор технічних наук, завідувач лабораторії Інституту електрозварювання імені Є. О. Патона НАН України                                                                    |
| За роботу «Наукові основи та технічні засоби електрохімічних методів системи контролю екологічної безпеки і корозійної активності техногенних середовищ».                                                                                  | Рибаков Анатолій Олександрович       | кандидат технічних наук, завідувач відділу Інституту електрозварювання імені Є. О. Патона НАН України                                                                      |
| За роботу «Наукові основи та технічні засоби електрохімічних методів системи контролю екологічної безпеки і корозійної активності техногенних середовищ».                                                                                  | Герасименко Юрій Степанович          | доктор технічних наук, завідувач сектору Національного технічного університету України «Київський політехнічний інститут»                                                  |
| За роботу «Наукові основи та технічні засоби електрохімічних методів системи контролю екологічної безпеки і корозійної активності техногенних середовищ».                                                                                  | Чвірук Володимир Петрович            | доктор технічних наук, завідувач кафедри Національного технічного університету України «Київський політехнічний інститут»                                                  |
| За роботу «Наукові основи та технічні засоби електрохімічних методів системи контролю екологічної безпеки і корозійної активності техногенних середовищ».                                                                                  | Новицький Володимир Станіславович    | доктор технічних наук, професор Національного технічного університету України «Київський політехнічний інститут»                                                           |
| За роботу «Наукові основи та технічні засоби електрохімічних методів системи контролю екологічної безпеки і корозійної активності техногенних середовищ».                                                                                  | Сморчков Володимир Іванович          | кандидат технічних наук, завідувач відділу відкритого акціонерного товариства «Український науково-дослідний інститут аналітичного приладобудування»                       |
| За роботу «Наукові основи та технічні засоби електрохімічних методів системи контролю екологічної безпеки і корозійної активності техногенних середовищ».                                                                                  | Руднік Анатолій Андрійович           | генеральний директор дочірньої компанії «Укртрансгаз» Національної акціонерної компанії «Нафтогаз України»                                                                 |
| За роботу «Національна еталонна база України: створення та впровадження в економіку держави» | Назаренко Леонід Андрійович          | доктор технічних наук, начальник відділу Національного наукового центру «Інститут метрології»                                                                              |
| За роботу «Національна еталонна база України: створення та впровадження в економіку держави» | Павленко Юрій Федорович              | доктор технічних наук, начальник відділу Національного наукового центру «Інститут метрології»                                                                              |
| За роботу «Національна еталонна база України: створення та впровадження в економіку держави» | Кравченко Микола Іванович            | кандидат фізико-математичних наук, заступник директора Національного наукового центру «Інститут метрології»                                                                |
| За роботу «Національна еталонна база України: створення та впровадження в економіку держави» | Винокуров Микола Іванович            | кандидат фізико-математичних наук, начальник лабораторії Національного наукового центру «Інститут метрології»                                                              |
| За роботу «Національна еталонна база України: створення та впровадження в економіку держави» | Сидоренко Горислав Степанович        | кандидат технічних наук, головний науковий співробітник Національного наукового центру «Інститут метрології»                                                               |
| За роботу «Національна еталонна база України: створення та впровадження в економіку держави» | Остафійчук Богдан Костянтинович      | доктор фізико-математичних наук, завідувач лабораторії Інституту металофізики імені Г. В. Курдюмова НАН України                                                            |
| За роботу «Національна еталонна база України: створення та впровадження в економіку держави» | Бондаренко Юрій Купріянович          | кандидат технічних наук, завідувач відділу Інституту електрозварювання імені Є. О. Патона НАН України                                                                      |
| За роботу «Національна еталонна база України: створення та впровадження в економіку держави» | Дьомін Олег Олексійович              | Перший заступник Глави Адміністрації Президента України |
| За роботу «Національна еталонна база України: створення та впровадження в економіку держави» | Шмаров Валерій Миколайович           | кандидат технічних наук, генеральний директор Державної компанії з експорту та імпорту продукції і послуг військового та спеціального призначення «Укрспецекспорт»         |
| За роботу «Національна еталонна база України: створення та впровадження в економіку держави» | Рожнов Михайло Степанович            | кандидат хімічних наук, керівник відділу Українського державного науково-виробничого центру стандартизації, метрології та сертифікації                                     |
| За розробку, створення, освоєння виробництва та впровадження вітчизняного восьмиосьового електровоза постійного струму типу ДЕ1 | Браташ Віктор Олександрович          | доктор технічних наук, директор Державного підприємства «Український науково-дослідний, проектно-конструкторський та технологічний інститут електровозобудування»          |
| За розробку, створення, освоєння виробництва та впровадження вітчизняного восьмиосьового електровоза постійного струму типу ДЕ1 | Гілевич Олег Ілліч                   | кандидат технічних наук, провідний науковий співробітник Державного підприємства «Український науково-дослідний, проектно-конструкторський та технологічний інститут»      |
| За розробку, створення, освоєння виробництва та впровадження вітчизняного восьмиосьового електровоза постійного струму типу ДЕ1 | Сеферовський Віктор Миколайович      | головний конструктор проекту Державного підприємства «Український науково-дослідний, проектно-конструкторський та технологічний інститут електровозобудування»             |
| За розробку, створення, освоєння виробництва та впровадження вітчизняного восьмиосьового електровоза постійного струму типу ДЕ1 | Блохін Євген Петрович                | доктор технічних наук, завідувач кафедри Дніпропетровського національного університету залізничного транспорту імені академіка В. Лазаряна                                 |
| За розробку, створення, освоєння виробництва та впровадження вітчизняного восьмиосьового електровоза постійного струму типу ДЕ1 | Кірпа Георгій Миколайович            | кандидат технічних наук, Міністр транспорту України |
| За розробку, створення, освоєння виробництва та впровадження вітчизняного восьмиосьового електровоза постійного струму типу ДЕ1 | Чумак Валерій Вікторович             | кандидат технічних наук, генеральний директор Дніпропетровського науково-виробничого об'єднання електровозобудування                                                       |
| За розробку, створення, освоєння виробництва та впровадження вітчизняного восьмиосьового електровоза постійного струму типу ДЕ1 | Чернобаб Валерій Олексійович         | начальник відділу Дніпропетровського науково-виробничого об'єднання електровозобудування                                                                                   |
| За розробку, створення, освоєння виробництва та впровадження вітчизняного восьмиосьового електровоза постійного струму типу ДЕ1 | Щербина Валентин Миколайович         | начальник цеху Дніпропетровського науково-виробничого об'єднання електровозобудування                                                                                      |
| За розробку, створення, освоєння виробництва та впровадження вітчизняного восьмиосьового електровоза постійного струму типу ДЕ1 | Лашко Анатолій Дмитрович             | заступник генерального директора Державної адміністрації залізничного транспорту України                                                                                   |
| За розробку, створення, освоєння виробництва та впровадження вітчизняного восьмиосьового електровоза постійного струму типу ДЕ1 | Момот Олександр Іванович             | кандидат технічних наук, начальник Державного підприємства «Придніпровська залізниця»                                                                                      |
| За цикл наукових праць «Дослідження гідродинаміки суперкавітаційних течій» | Савченко Юрій Миколайович            | член-кореспондент Національної академії наук України, завідувач відділу Інституту гідромеханіки НАН України                                                                |
| За цикл наукових праць «Дослідження гідродинаміки суперкавітаційних течій» | Семененко Володимир Миколайович      | кандидат фізико-математичних наук, старший науковий співробітник Інституту гідромеханіки НАН України                                                                       |
| За цикл наукових праць «Дослідження гідродинаміки суперкавітаційних течій» | Власенко Юрій Дмитрович              | кандидат технічних наук, старший науковий співробітник Інституту гідромеханіки НАН України                                                                                 |
| За цикл наукових праць «Дослідження гідродинаміки суперкавітаційних течій» | Путілін Свєтозар Іванович            | кандидат технічних наук, старший науковий співробітник Інституту гідромеханіки НАН України                                                                                 |
| За цикл наукових праць «Дослідження гідродинаміки суперкавітаційних течій» | Сєрєбряков Володимир Веніамінович    | кандидат фізико-математичних наук, старший науковий співробітник Інституту гідромеханіки НАН України                                                                       |
| За цикл наукових праць «Дослідження гідродинаміки суперкавітаційних течій» | Савченко Валентина Трохимівна        | кандидат технічних наук, колишній старший науковий співробітник Інституту гідромеханіки НАН України                                                                        |
| За цикл наукових праць «Дослідження гідродинаміки суперкавітаційних течій» | Буйвол Василь Миколайович            | доктор фізико-математичних наук, професор Національного авіаційного університету                                                                                           |
| За цикл наукових праць «Дослідження гідродинаміки суперкавітаційних течій» | Логвінович Георгій Володимирович     | академік Національної академії наук України (посмертно) |
| За розробку методу і створення спеціального обладнання для отримання особливо чистого аргону способом низькотемпературної ректифікації і впровадження в промислове виробництво.                                                            | Коротков Олександр Сергійович        | головний інженер Державного підприємства "Виробниче об'єднання «Південний машинобудівний завод імені О. М. Макарова»                                                       |
| За розробку методу і створення спеціального обладнання для отримання особливо чистого аргону способом низькотемпературної ректифікації і впровадження в промислове виробництво.                                                            | Атаманчук Юрій Арнольдович           | начальник відділу Державного підприємства "Виробниче об'єднання «Південний машинобудівний завод імені О. М. Макарова»                                                      |
| За розробку методу і створення спеціального обладнання для отримання особливо чистого аргону способом низькотемпературної ректифікації і впровадження в промислове виробництво.                                                            | Власов Анатолій Миколайович          | начальник відділу Державного підприємства "Виробниче об'єднання «Південний машинобудівний завод імені О. М. Макарова»                                                      |
| За розробку методу і створення спеціального обладнання для отримання особливо чистого аргону способом низькотемпературної ректифікації і впровадження в промислове виробництво.                                                            | Ванюшин Анатолій Олексійович         | начальник цеху Державного підприємства "Виробниче об'єднання «Південний машинобудівний завод імені О. М. Макарова»                                                         |
| За розробку методу і створення спеціального обладнання для отримання особливо чистого аргону способом низькотемпературної ректифікації і впровадження в промислове виробництво.                                                            | Жигіль Володимир Володимирович       | голова правління відкритого акціонерного товариства «Кисеньмаш», м. Одеса                                                                                                  |
| За розробку методу і створення спеціального обладнання для отримання особливо чистого аргону способом низькотемпературної ректифікації і впровадження в промислове виробництво.                                                            | Васильєв Микола Романович            | перший заступник директора Науково-дослідного інституту технології кріогенного машинобудування, м. Одеса                                                                   |
| За розробку методу і створення спеціального обладнання для отримання особливо чистого аргону способом низькотемпературної ректифікації і впровадження в промислове виробництво.                                                            | Горенштейну Іллі Володимирович       | головний конструктор Науково-дослідного інституту технології кріогенного машинобудування, м. Одеса                                                                         |
| За розробку методу і створення спеціального обладнання для отримання особливо чистого аргону способом низькотемпературної ректифікації і впровадження в промислове виробництво.                                                            | Шубцов Володимир Іванович            | бригадир слюсарів-монтажників відкритого акціонерного товариства «Кисеньмаш», м. Одеса                                                                                     |
| За розробку методу і створення спеціального обладнання для отримання особливо чистого аргону способом низькотемпературної ректифікації і впровадження в промислове виробництво.                                                            | Саватєєв Сергій Володимирович        | заступник начальника комплексу Українсько-канадського підприємства з обмеженою відповідальністю та іноземними інвестиціями, м. Дніпропетровськ                             |
| За розробку методу і створення спеціального обладнання для отримання особливо чистого аргону способом низькотемпературної ректифікації і впровадження в промислове виробництво.                                                            | Ткачуку Станіслав Порфирійович       | кандидат технічних наук, президент Міжнародної академії безпеки життєдіяльності, м. Київ                                                                                   |
| За цикл наукових праць «Наукові основи технологій отримання рослинних біополімерних комплексів — харчових волокон та їх використання в лікувально-профілактичному харчуванні»                                                              | Черно Наталія Кирилівна              | доктор технічних наук, завідувач кафедри Одеської національної академії харчових технологій                                                                                |
| За цикл наукових праць «Наукові основи технологій отримання рослинних біополімерних комплексів — харчових волокон та їх використання в лікувально-профілактичному харчуванні»                                                              | Віннікова Людмила Григорівна         | доктор технічних наук, завідувач кафедри Одеської національної академії харчових технологій                                                                                |
| За цикл наукових праць «Наукові основи технологій отримання рослинних біополімерних комплексів — харчових волокон та їх використання в лікувально-профілактичному харчуванні»                                                              | Капрельянц Леонід Вікторович         | доктор технічних наук, завідувач кафедри Одеської національної академії харчових технологій                                                                                |
| За цикл наукових праць «Наукові основи технологій отримання рослинних біополімерних комплексів — харчових волокон та їх використання в лікувально-профілактичному харчуванні»                                                              | Дудкін Мар Сергійович                | доктор хімічних наук, пенсіонерові |
| За підручник «Історія держави і права України. Академічний курс». У 2-х томах, К.: Видавничий Дім «Ін Юре», 2000 | Гончаренко Володимир Дмитрович       | доктор юридичних наук, завідувач кафедри Національної юридичної академії України імені Ярослава Мудрого                                                                    |
| За підручник «Історія держави і права України. Академічний курс». У 2-х томах, К.: Видавничий Дім «Ін Юре», 2000 | Сафронова Інеса Павлівна             | доктор юридичних наук, професор Національної юридичної академії України імені Ярослава Мудрого                                                                             |
| За підручник «Історія держави і права України. Академічний курс». У 2-х томах, К.: Видавничий Дім «Ін Юре», 2000 | Страхов Микола Миколайович           | доктор юридичних наук, професор Національної юридичної академії України імені Ярослава Мудрого                                                                             |
| За підручник «Історія держави і права України. Академічний курс». У 2-х томах, К.: Видавничий Дім «Ін Юре», 2000 | Копиленко Олександр Любимович        | доктор юридичних наук, радник Голови Верховної Ради України |
| За підручник «Історія держави і права України. Академічний курс». У 2-х томах, К.: Видавничий Дім «Ін Юре», 2000 | Рогожин Анатолій Йосипович           | доктор юридичних наук (посмертно) |
| За розробку і впровадження нових ресурсозберігаючих засобів кріплення і охоронних конструкцій капітальних виробок на основі геомеханіки системи «кріплення-породний масив», що забезпечують ефективну експлуатацій вугільних шахт України. | Шашенко Олександр Миколайович        | доктор технічних наук, проректор Національного гірничого університету України                                                                                              |
| За розробку і впровадження нових ресурсозберігаючих засобів кріплення і охоронних конструкцій капітальних виробок на основі геомеханіки системи «кріплення-породний масив», що забезпечують ефективну експлуатацій вугільних шахт України. | Звягільський Юхим Леонідович         | доктор технічних наук, народний депутат України |
| За розробку і впровадження нових ресурсозберігаючих засобів кріплення і охоронних конструкцій капітальних виробок на основі геомеханіки системи «кріплення-породний масив», що забезпечують ефективну експлуатацій вугільних шахт України. | Усаченко Борис Миронович             | доктор технічних наук, завідувач відділу Інституту геотехнічної механіки НАН України                                                                                       |
| За розробку і впровадження нових ресурсозберігаючих засобів кріплення і охоронних конструкцій капітальних виробок на основі геомеханіки системи «кріплення-породний масив», що забезпечують ефективну експлуатацій вугільних шахт України. | Левіт Віктор Володимирович           | доктор технічних наук, начальник управління Державного відкритого акціонерного товариства «Трест Донецькшахтопроходка»                                                     |
| За розробку і впровадження нових ресурсозберігаючих засобів кріплення і охоронних конструкцій капітальних виробок на основі геомеханіки системи «кріплення-породний масив», що забезпечують ефективну експлуатацій вугільних шахт України. | Новік Євген Борисович                | голова правління Державного відкритого акціонерного товариства «Трест Донецькшахтопроходка»                                                                                |
| За розробку і впровадження нових ресурсозберігаючих засобів кріплення і охоронних конструкцій капітальних виробок на основі геомеханіки системи «кріплення-породний масив», що забезпечують ефективну експлуатацій вугільних шахт України. | Друцко Віталій Павлович              | доктор технічних наук, завідувач відділу Державного науково-дослідного інституту організації і механізації шахтового будівництва Міністерства палива та енергетики України |
| За розробку і впровадження нових ресурсозберігаючих засобів кріплення і охоронних конструкцій капітальних виробок на основі геомеханіки системи «кріплення-породний масив», що забезпечують ефективну експлуатацій вугільних шахт України. | Сургай Микола Сафонович              | кандидат технічних наук, директор товариства з обмеженою відповідальністю "Західно-Донбаський науково виробничий центр «Геомеханіка»                                       |
| За розробку і впровадження нових ресурсозберігаючих засобів кріплення і охоронних конструкцій капітальних виробок на основі геомеханіки системи «кріплення-породний масив», що забезпечують ефективну експлуатацій вугільних шахт України. | Кужель Сергій Вікторович             | кандидат технічних наук, голова правління відкритого акціонерного товариства Державної холдингової компанії «Добропіллявугілля»                                            |
| За розробку і впровадження нових ресурсозберігаючих засобів кріплення і охоронних конструкцій капітальних виробок на основі геомеханіки системи «кріплення-породний масив», що забезпечують ефективну експлуатацій вугільних шахт України. | Косков Іван Григорович               | доктор технічних наук (посмертно) |
| За розробку і впровадження нових ресурсозберігаючих засобів кріплення і охоронних конструкцій капітальних виробок на основі геомеханіки системи «кріплення-породний масив», що забезпечують ефективну експлуатацій вугільних шахт України. | Кириченко Володимир Якович           | кандидат технічних наук, директор товариства з обмеженою відповідальністю "Західно-Донбаський науково-виробничий центр «Геомеханика»                                       |